# Joe Hardy
Joe Hardy (Wirral, 26 de septiembre de 1998) es un exfutbolista británico que jugaba en la demarcación de delantero.

## Trayectoria
Tras empezar a formarse como futbolista en el Tranmere Rovers F. C., Manchester City F. C. y en el Brentford F. C., finalmente en 2020 recaló en las filas del Liverpool F. C. Hizo su debut el 4 de febrero de 2020 en la FA Cup contra el Shrewsbury Town F. C., tras sustituir a Liam Millar en el minuto 82. Ya no tuvo más oportunidades en el primer equipo, abandonando el club en julio de 2021 tras firmar con el Accrington Stanley F. C. por dos años. Durante la pretemporada sufrió una lesión que le impidió debutar, y en enero fue cedido al Inverness Caledonian Thistle F. C. para lo que quedaba de temporada. Acumuló otro préstamo en el Marine A. F. C. antes de quedar libre al final de la campaña 2022-23. La siguiente campaña la inició en el Bootle F. C., club en el que puso fin a su carrera ese mismo año 2023.

## Clubes
| Club                                        | País       | Año       | Partidos | Goles |
| ------------------------------------------- | ---------- | --------- | -------- | ----- |
| Liverpool F. C.                             | Inglaterra | 2020      | 1        | 0     |
| Accrington Stanley F. C.                    | Inglaterra | 2021-2022 | 0        | 0     |
| Inverness Caledonian Thistle F. C. (cedido) | Escocia    | 2022      | 18       | 1     |
| Accrington Stanley F. C.                    | Inglaterra | 2022-2023 | 0        | 0     |
| Marine A. F. C. (cedido)                    | Inglaterra | 2023      | 9        | 4     |
| Bootle F. C.                                | Inglaterra | 2023      | 5        | 0     |